# 暗殺の森
『暗殺の森』（あんさつのもり、イタリア語原題：Il conformista）は、ベルナルド・ベルトルッチの脚本・監督による1970年製作の映画。イタリア・フランス・西ドイツ合作。
スティーヴン・ジェイ・シュナイダーの『死ぬまでに観たい映画1001本』に掲載されている。

## 概要
原作はイタリアの作家アルベルト・モラヴィアの同名小説『孤独な青年』（原題: Il conformista, 「体制順応者」の意）。
第二次世界大戦前夜のイタリア、フランスを舞台に、幼い頃のある事件を心に秘めた青年が「優柔不断なファシスト」になっていく姿を描く。
ローマとパリを舞台にしたこの国際共同製作作品は、レイプ被害や児童による殺人といった個人的な心理的理由によって動機づけられたファシズムへの固執を詳細に分析したものである。過剰なほどの適応欲求からファシスト政権下のイタリアの秘密警察に入隊する順応主義者マルチェロ・クレリチは、ファシスト党に入党したり、結婚したり、イタリア社会、教会、ムッソリーニ政権の期待に従ったりすることで、疑似正常世界に溶け込み、これらのトラウマを消し去ろうとする試みを決してやめない。ベルトルッチは、政治スパイの物語を、主人公の主観的な記憶として飛躍的な時系列で、叙情的な口調で、アクション要素を交えて語る。カメラマンであり彼と友人でもあるヴィットリオ・ストラーロは、豪華な家具と1930年代の娯楽映画から借用した独特の視覚スタイルを生み出した。照明は単なる雰囲気作りを超え、作品の主なメタファーであるプラトンの洞窟の寓話の実現において特に、内容を伝える物語のツールとなった。
日本公開は1972年9月。日本に初めて紹介されたベルトルッチ監督作品であると同時に、ドミニク・サンダが日本において人気女優になるきっかけとなった作品でもある。

## ストーリー
1938年、第二次世界大戦前夜のイタリア。哲学講師のマルチェロは、友人で盲目のイタロの仲介でファシスト組織の一員となった。13才の頃に同性愛者の青年リーノに襲われたマルチェロは、リーノを射殺してしまった。それがトラウマとなっているマルチェロは、世間の波に乗ってファシズムを受け入れ、一般的なブルジョワ家庭の平凡な娘と結婚することで、特殊ではない自分を取り戻そうとしているのだ。組織の一員となったマルチェロは、大学時代の恩師であり反ファシズム運動の支柱でもあるルカ・クアドリ教授の身辺調査を任される。彼は新妻ジュリアを伴い、新婚旅行と称してパリへと旅立った。
パリでクアドリ教授に迎えられたマルチェロは、その美しい若妻アンナに魅了される。アンナはマルチェロが夫の身辺を嗅ぎまわっていることを警戒する一方で、彼を誘惑もする謎めいた女だった。クアドリはマルチェロの正体を知ってか知らずか、「君はいつか自分の主義を捨てる日が来るだろうよ」と予言めいたことをつぶやく。間もなく組織の指令は、クアドリの身辺調査から暗殺へと変わり、マルチェロの監視役として屈強なマンガニエーロという男が、ぴったり張り付くようになった。
マルチェロたち二組の夫妻がナイトクラブに出かけた際、クアドリは翌朝パリを発って、サヴォイアの別荘へ行くつもりだと告げた。アンナはマルチェロ達も来るように勧めたが、ジュリアがためらうのを見て、アンナもパリに留まることにした。マルチェロにとってもその方が都合が良かった。クアドリがひとりで別荘に行けば、その途上で任務を遂行でき、アンナも救うことができると考えたからだ。アンナがジュリアを誘い、女同士でタンゴを踊るのを眺めながら、マルチェロはマンガニエーロに翌日、サヴォイアの森周辺で暗殺を実行するように伝えた。
凍えるような大気のなか、暗殺の日を迎えた。クアドリの車が出発し、マルチェロとマンガニエーロの乗った車も後を追った。森に差し掛かる手前で、クアドリの車の助手席に何故かアンナが座っているのに気づいたマルチェロは焦燥に駆られる。アンナが尾行してくるマルチェロ達の車を一瞥した時、山道の途中で対向の車がクアドリの車を塞ぐように止まった。クアドリが車外に出ると、潜んでいた組織の暗殺者たちが次々に現れ、彼をナイフでめった刺しにした。アンナは車を飛び出しマルチェロに助けを求めるが、彼は微動だにしない。自分を助けも殺しもしない男に声にならない叫びをあげて、アンナは森へと逃げていく。そんな彼女の背後から暗殺者たちが銃弾を浴びせた。顔面から血を流しながらアンナはやがて息絶えた。一部始終を見ていたマンガニエーロは、何もしないマルチェロを卑怯者だとなじる。彼はそれでも車中で身を固くしているだけだった。
それから数年のち。時代は大戦末期に移り、ファシズムも崩壊しかけていた。マルチェロ夫妻には子供ができたが、屋敷は貧しげな同居人たちを置く有り様で、ジュリアにかつてのような明るさは無かった。街路ではムッソリーニの像が引き倒されて、人々のファシストを糾弾する声が響いていた。そんな中、盲目のイタロを伴って街へ出るマルチェロ。街娼がたむろする界隈に差し掛かった時、マルチェロは信じられないものを見た。街かどで熱心に少年を誘っている白髪の男、それは13才の自分が殺したと思っていたリーノだった。自分がファシズムに傾倒した理由となったトラウマは、皮肉にも勘違いに過ぎなかったのだ。そして拠り所にしていたファシズムも今まさに崩壊しようとしている。混乱したマルチェロはイタロを置き去りにして走り去り、いずこかの路地裏に崩れおちた。その放心した顔に揺れるろうそくの明かりは、来るべき彼の崩壊を予言するかのようだった。

## キャスト
| 役名                               | 俳優                           | 日本語吹替 |
| 役名                               | 俳優                           | ？版       |
| ---------------------------------- | ------------------------------ | ---------- |
| マルチェロ・クレリチ               | ジャン＝ルイ・トランティニャン | 西沢利明   |
| アンナ・クアドリ                   | ドミニク・サンダ               | 宗形智子   |
| ルカ・クアドリ教授                 | エンツォ・タラシオ             | 寺島幹夫   |
| ジュリア                           | ステファニア・サンドレッリ     |            |
| マンガニエーロ                     | ガストーネ・モスキン           |            |
| パスクアリーノ（リーノ）・セミラマ | ピエール・クレマンティ         |            |
| ジュリアの母                       | イヴォンヌ・サンソン           |            |
|                                    |                                |            |
| 演出                               |                                |            |
| 翻訳                               |                                |            |
| 効果                               |                                |            |
| 調整                               |                                |            |
| 制作                               |                                |            |
| 解説                               |                                |            |
| 初回放送                           |                                |            |

## テーマ

マルチェロはパリ行きの電車の中でジュリアを誘惑する。

この映画は、順応主義とファシズムの心理学のケーススタディである。マルチェロ・クレリチは官僚で、教養があり知識人だが、「普通」であり、現在の支配的な社会政治的グループに属したいという強い欲求によって、人間性を失っている。彼は上流階級の機能不全の家庭で育ち、幼少期に大きな性的トラウマと銃による暴力事件に苦しみ、長い間（誤って）殺人を犯したと信じていた。彼はベニート・ムッソリーニの秘密警察から、パリに亡命中のかつての指導者を暗殺するという任務を引き受ける。トランティニャンの描写によれば、クレリチはいわゆる「普通の生活」を築くために自分の価値観を犠牲にする用意がある。
政治哲学者タキス・フォトポロスによれば、「一般的には社会的なレベル、特に政治的なレベルで順応し『普通』であろうとする心理的欲求は、この『暗殺の森』やウジェーヌ・イヨネスコの1959年の演劇『犀』によって美しく描かれている」という。
1992年のドキュメンタリー『光の幻影』によると、この映画は視覚的な傑作として広く賞賛されている。撮影はヴィットリオ・ストラーロが担当し、豊かな色彩、1930年代の本物の衣装、一連の珍しいカメラアングルと滑らかなカメラの動きが使われた。映画評論家で作家のロビン・バスは、撮影法はクレリチが「普通の」現実に適応できないことを示唆しており、当時の現実は「異常」であると書いている。また、ベルトルッチの映画スタイルは表現主義と「ファシスト」映画美学を統合している。そのスタイルは、レニ・リーフェンシュタールの『意志の勝利』（1935年）やフリッツ・ラングの『メトロポリス』（1927年）など、1920年代と1930年代の古典的なドイツ映画と比較されてきた。
2013年、建築と映画の関係をテーマとするオンラインジャーナル「インテリアズ」は、パラッツォ・デイ・コングレッシを舞台にしたシーンで空間がどのように使われているかを論じた号を出版した。この号では映画における建築の使用に焦点を当て、映画自体を理解するためにはローマのエウル地区の歴史とファシズムとの深いつながりを理解することが不可欠であると指摘している
。

## 音楽
ジョルジュ・ドルリューが作曲したサウンドトラックは、1971年2月にイタリアのチネボックスからLPで発売された。

## 評価
1970年に開催された、ベルリン国際映画祭（第20回）のコンペティション部門に出品され、1971年度のアカデミー脚色賞（第44回）とゴールデングローブ賞 外国映画賞（第29回）にノミネートされた。また1971年にイタリアで開催されたダヴィッド・ディ・ドナテッロ賞（第16回）では、作品賞を受賞した。

## 備考
蓮実重彦によると、劇中、マルチェロがクアドリ教授に電話をするシーンにおいて、その電話番号がゴダールの自宅の電話番号であるという。このことより、蓮実はベルトリッチにとってゴダールは殺さなければならない恩師のような存在ではないかと指摘している。